# Jan Kofman
Jan Kofman (ur. 26 lutego 1941 w Pińsku) – polski historyk, politolog, publicysta, wydawca, profesor nauk humanistycznych.

## Życiorys
Jest bratem Wlodka Kofmana. Jego ojciec, Józef Kofman był w latach 1949–1954 sekretarzem  Centralnej Rady Związków Zawodowych, w latach 1960–1968 zastępcą przewodniczącego Komitetu Pracy i Płac.
Stopień doktora habilitowanego uzyskał w 1990 na Wydziale Historycznym Uniwersytetu Warszawskiego, na podstawie rozprawy: Nacjonalizm ekonomiczny – szansa czy hamulec rozwoju. Przypadek Europy Środkowo-Wschodniej w okresie międzywojennym.
Redaktor naczelny (1990–1999) i dyrektor naczelny (1998–1999) Wydawnictwa Naukowego PWN.
Współzałożyciel, redaktor naczelny (1982–1994) Kwartalnika Politycznego „Krytyka”.
Uczestnik obrad Okrągłego Stołu, w podzespole ds. środków masowego przekazu. Na początku lat 90. należał do ROAD.
Pracuje w Instytucie Historii Uniwersytetu w Białymstoku i w Instytucie Studiów Politycznych PAN.
Autor książek: Lewiatan a podstawowe zagadnienia ekonomiczno-polityczne Drugiej Rzeczypospolitej (1986), Economic Nationalism and Developement: Central and Eastern Europe between the Two Wars (1997), wraz z W. Roszkowskim Transformacja i postkomunizm (1999).
30 czerwca 2008 odznaczony przez Prezydenta RP Lecha Kaczyńskiego Krzyżem Komandorskim Orderu Odrodzenia Polski.
Został członkiem jury Nagrody Historycznej im. Kazimierza Moczarskiego.